# Liste der Kulturdenkmale in Bad Bramstedt
In der Liste der Kulturdenkmale in Bad Bramstedt sind alle Kulturdenkmale der schleswig-holsteinischen Stadt Bad Bramstedt (Kreis Segeberg) aufgelistet (Stand: 14. April 2025).

## Legende
In den Spalten befinden sich folgende Informationen:
- Objekt-ID: die Nummer des Kulturdenkmales
- Lage: die Adresse des Kulturdenkmales und die geographischen Koordinaten. Kartenansicht, um Koordinaten zu setzen. In der Kartenansicht sind Kulturdenkmale ohne Koordinaten mit einem roten Marker dargestellt und können in der Karte gesetzt werden. Kulturdenkmale ohne Bild sind mit einem blauen Marker gekennzeichnet, Kulturdenkmale mit Bild mit einem grünen Marker.
- Offizielle Bezeichnung: Bezeichnung des Kulturdenkmales
- Beschreibung: die Beschreibung des Kulturdenkmales
- Bild: ein Bild des Kulturdenkmales

## Sachgesamtheiten
| Objekt-ID      | Lage                                                                       | Offizielle Bezeichnung     | Beschreibung | Bild                             |
| -------------- | -------------------------------------------------------------------------- | -------------------------- | --- | -------------------------------- |
| 46522          | Am Bahnhof 14, 16 (53° 55′ 9″ N, 9° 53′ 20″ O)                             | Grundschule Am Bahnhof     | ehem. Höhere Privatschule; 1908–10, 1911–12; Baugruppe aus zuerst für den Bramstedter Turnverein errichteter Turnhalle im Rundbogenstil und der ehem. höheren Privatschule im Heimatschutzstil - Begründung: geschichtlich, städtebaulich - Schutzumfang: ehem. Höhere Privatschule (Grundschule) (Am Bahnhof 16), Turnhalle (Am Bahnhof 14) | BW                               |
| 40999 Wikidata | An der Kirche 2, An der Kirche, Schlüskamp 1 (53° 55′ 14″ N, 9° 52′ 56″ O) | Kirche St. Maria Magdalena | Kirche St. Maria Magdalena; 14. Jh.-1912; im historischen Zentrum gelegenes Ensemble aus Kirche St. Maria Magdalena mit Ausstattung, 14. Jh., Kirchhof, 14. Jh.-1894, Grabmale bis 1870, Lindenkranz, Granitböschungsmauer, Pastorat, 1894, und Gemeindehaus, 1912 - Begründung: geschichtlich, künstlerisch, städtebaulich, Kulturlandschaft prägend - Schutzumfang: Kirche St. Maria Magdalena mit Ausstattung, Kirchhof mit Grabmalen bis 1870, Lindenkranz, Granitböschungsmauer (An der Kirche), Pastorat (An der Kirche 2), Gemeindehaus (Schlüskamp 1) | weitere Fotos \| Fotos hochladen |

## Mehrheit von baulichen Anlagen
| Objekt-ID      | Lage                                                | Offizielle Bezeichnung                     | Beschreibung | Bild                             |
| -------------- | --------------------------------------------------- | ------------------------------------------ | --- | -------------------------------- |
| 46321 Wikidata | Im Winkel 1, 2, 3 (53° 55′ 16″ N, 9° 52′ 53″ O)     | Wohn- und Geschäftshäuser Im Winkel 1-3    | Wohn- und Geschäftshäuser Im Winkel 1-3; Ende 18. Jh.-19. Jh.; im historischen Zentrum gegenüber der Kirche gelegenes Ensemble aus Wohn- und Geschäftshaus Im Winkel 1, Wohn- und Geschäftshaus Im Winkel 2 und Wohn- und Geschäftshaus Im Winkel 3. - Begründung: geschichtlich, städtebaulich - Schutzumfang: Wohn- und Geschäftshäuser Im Winkel 1, 2, 3 | weitere Fotos \| Fotos hochladen |
| 42981          | Maienbeeck 35, 37, 39 (53° 55′ 20″ N, 9° 52′ 38″ O) | Wohn- und Geschäftshäuser Maienbeeck 35-39 | Wohn- und Geschäftshäuser Maienbeeck 35-39; um 1870-1908; im historischen Zentrum gelegenes Ensemble aus Wohn- und Geschäftshaus Maienbeeck 35, Wohnhaus Maienbeeck 37 und Wohn- und Geschäftshaus Maienbeeck 39 - Begründung: geschichtlich, städtebaulich - Schutzumfang: Wohn- und Geschäftshäuser Maienbeeck 35, 37, 39                                 | BW                               |

## Bauliche Anlagen
| Objekt-ID      | Lage                                               | Offizielle Bezeichnung                              | Beschreibung | Bild                             |
| -------------- | -------------------------------------------------- | --------------------------------------------------- | --- | -------------------------------- |
| 4016 Wikidata  | Altonaer Straße (53° 54′ 56″ N, 9° 52′ 53″ O)      | Friedrichsbrücke                                    | Alteintragung (Aktualisierung vorgesehen) - Begründung: Alteintragung (Aktualisierung vorgesehen) - Schutzumfang: Alteintragung (Aktualisierung vorgesehen) - Denkmaltyp: Bauliche Anlage | Fotos hochladen                  |
| 11039 Wikidata | Altonaer Straße (53° 54′ 51″ N, 9° 52′ 53″ O)      | Kiel-Altonaer Chaussee (Teilstück)                  | Alteintragung (Aktualisierung vorgesehen) - Begründung: Alteintragung (Aktualisierung vorgesehen) - Schutzumfang: Alteintragung (Aktualisierung vorgesehen) - Denkmaltyp: Bauliche Anlage | BW                               |
| 11044          | Am Bahnhof 14 (53° 55′ 10″ N, 9° 53′ 20″ O)        | Turnhalle                                           | Turnhalle; 1908, 1909–10; hoher eingeschossiger Putzbau mit backsteinsichtiger Lisenengliederung, Rundbogenfenstern und hartgedecktem Satteldach, nach Westen zweigeschossiger Anbau mit Walmdach - Begründung: geschichtlich, städtebaulich - Schutzumfang: gesamtes Objekt - Denkmaltyp: Bauliche Anlage, Sachgesamtheit: Grundschule Am Bahnhof | BW                               |
| 11045          | Am Bahnhof 16 (53° 55′ 9″ N, 9° 53′ 20″ O)         | ehem. Höhere Privatschule (Grundschule)             | ehem. Höhere Privatschule; 1911/12; zweigeschossiger Backsteinbau mit pfannengedecktem Walmdach auf hohem Sockelgeschoss, nach Westen jüngerer, formal angepasster Anbau, rekonstruierter Dachreiter - Begründung: geschichtlich, städtebaulich - Schutzumfang: gesamtes Objekt - Denkmaltyp: Bauliche Anlage, Sachgesamtheit: Grundschule Am Bahnhof | BW                               |
| 6451 Wikidata  | An der Beeckerbrücke (53° 55′ 10″ N, 9° 52′ 55″ O) | Beecker-Brücke                                      | Alteintragung (Aktualisierung vorgesehen) - Begründung: Alteintragung (Aktualisierung vorgesehen) - Schutzumfang: Alteintragung (Aktualisierung vorgesehen) - Denkmaltyp: Bauliche Anlage | Fotos hochladen                  |
| 11043          | An der Kirche 2 (53° 55′ 13″ N, 9° 52′ 59″ O)      | Pastorat                                            | Pastorat; 1894; zweigeschossiger, ziegelsichtiger Massivbau mit schiefergedecktem Walmdach, nach Süden übergiebelter Mittelrisalit, Fassadengliederung durch Putzbänder und Gesimse - Begründung: geschichtlich, städtebaulich - Schutzumfang: gesamtes Objekt - Denkmaltyp: Bauliche Anlage, Sachgesamtheit: Kirche St. Maria Magdalena | BW                               |
| 505 Wikidata   | An der Kirche (53° 55′ 14″ N, 9° 52′ 56″ O)        | Kirche St. Maria Magdalena mit Ausstattung          | ev. Kirche St. Maria Magdalena, erste Erwähnung 1315, längsrechteckiger, flach gedeckter Backsteinsaalbau wohl des 14. Jahrhunderts über romanischen Granitfundamenten, Ausbau mit neuem Dach 1513, Fenster und Ostgiebel neugotisch 1878, Westverlängerung im Zusammenhang mit dem Bau des quadratischen Westgiebelturmes 1635/36 - Begründung: geschichtlich, künstlerisch, städtebaulich - Schutzumfang: gesamtes Objekt - Denkmaltyp: Bauliche Anlage, Sachgesamtheit: Kirche St. Maria Magdalena | weitere Fotos \| Fotos hochladen |
| 11046 Wikidata | Birkenweg 6 (53° 54′ 25″ N, 9° 53′ 20″ O)          | Revierjägerwohnhaus                                 | Revierjägerwohnhaus; 1911 für den Jagdverein vom Zimmermeister Heinrich Köhncke errichtet; eingeschossiger Mansarddachbau auf hakenförmigem Grundriss, Ziegelfassade mit reduzierter Putzgliederung, eingeschossiger, abgesetzter Stallbau mit Satteldach; Gartenpavillon - Begründung: geschichtlich, Kulturlandschaft prägend - Schutzumfang: Revierjägerwohnhaus, Gartenpavillon - Denkmaltyp: Bauliche Anlage                                                                                     | BW                               |
| 6306 Wikidata  | Bleeck 2 (53° 55′ 8″ N, 9° 52′ 55″ O)              | Grenzstein                                          | Alteintragung (Aktualisierung vorgesehen) Begründung: geschichtlich Schutzumfang: gesamtes Objekt Denkmaltyp: Bauliche Anlage | Fotos hochladen                  |
| 503 Wikidata   | Bleeck 16 (53° 55′ 5″ N, 9° 52′ 54″ O)             | Marstallgebäude                                     | Alteintragung (Aktualisierung vorgesehen) - Begründung: Alteintragung (Aktualisierung vorgesehen) - Schutzumfang: Alteintragung (Aktualisierung vorgesehen) - Denkmaltyp: Bauliche Anlage | weitere Fotos \| Fotos hochladen |
| 504 Wikidata   | Bleeck 17 – 19 (53° 55′ 3″ N, 9° 53′ 0″ O)         | Rathaus                                             | Alteintragung (Aktualisierung vorgesehen) - Begründung: geschichtlich, städtebaulich - Schutzumfang: gesamtes Äußeres - Denkmaltyp: Bauliche Anlage | weitere Fotos \| Fotos hochladen |
| 502 Wikidata   | Bleeck (53° 55′ 5″ N, 9° 52′ 56″ O)                | Roland                                              | Alteintragung (Aktualisierung vorgesehen) - Begründung: Alteintragung (Aktualisierung vorgesehen) - Schutzumfang: Alteintragung (Aktualisierung vorgesehen) - Denkmaltyp: Bauliche Anlage | weitere Fotos \| Fotos hochladen |
| 7308 Wikidata  | Hamburger Straße 38 (53° 54′ 43″ N, 9° 52′ 53″ O)  | Halbmeilenstein                                     | Meilenstein der Altona-Kieler Chaussee. Entfernung nach Altona 5½ Meilen (ca. 41 km), nach Kiel 6¾ Meilen (ca. 51 km). Auf der Vorderseite erhabenes Königsmonogramm Frederik VI., Jahreszahl 1832 und Entfernungsangabe ½ M(eile). Alteintragung (Aktualisierung vorgesehen) - Begründung: geschichtlich, wissenschaftlich, Kulturlandschaft prägend - Schutzumfang: gesamtes Objekt - Denkmaltyp: Bauliche Anlage                                                                                   | weitere Fotos \| Fotos hochladen |
| 11054          | Maienbeeck 25 (53° 55′ 18″ N, 9° 52′ 42″ O)        | Fachhallenkate                                      | Fachhallenkate; wohl 1759; eingeschossiger giebelständiger Bau mit steilem Satteldach und straßenseitigem Utbau, Giebel leicht vorkragend und verschalt - Begründung: geschichtlich, städtebaulich - Schutzumfang: gesamtes Objekt - Denkmaltyp: Bauliche Anlage | BW                               |
| 45323          | Schäferberg (53° 55′ 26″ N, 9° 52′ 24″ O)          | Ehrenmal für die Gefallenen des Ersten Weltkrieges  | Ehrenmal für die Gefallenen des Ersten Weltkriegs; 1924, Bildhauer Heinrich Mißfeldt; Backsteinmauer mit zentralem Rundbogen und Skulptur. - Begründung: geschichtlich, künstlerisch, städtebaulich - Schutzumfang: gesamtes Objekt - Denkmaltyp: Bauliche Anlage | BW                               |
| 51696          | Schäferberg (53° 55′ 26″ N, 9° 52′ 21″ O)          | Ehrenmal für die Gefallenen des Zweiten Weltkrieges | Ehrenmal für die Gefallenen des Zweiten Weltkriegs; 1957, Gartenarchitekt Gustav Lüttge; sieben Stelen mit verbindenden Mauerstreifen, Zugangstreppe - Begründung: geschichtlich, künstlerisch, städtebaulich - Schutzumfang: gesamtes Objekt - Denkmaltyp: Bauliche Anlage | BW                               |
| 10451          | Schlüskamp 32 (53° 55′ 13″ N, 9° 53′ 20″ O)        | ehem. Bahnhofshotel                                 | ehem. Bahnhofshotel; 1905, 1928, Bauherr Heinrich Fülscher; Gebäudekomplex aus zweigeschossigem geputztem Massivbau mit Eckturm nach Norden, Remise/Ausspann und Altem Saal (ehem. Kino) unter verschiedenförmigen Dächern - Begründung: geschichtlich, städtebaulich - Schutzumfang: gesamtes Objekt - Denkmaltyp: Bauliche Anlage | BW                               |

## Gründenkmale
| Objekt-ID      | Lage                                          | Offizielle Bezeichnung | Beschreibung | Bild            |
| -------------- | --------------------------------------------- | ---------------------- | --- | --------------- |
| 29861 Wikidata | Altonaer Straße (53° 54′ 55″ N, 9° 52′ 51″ O) | Lindenallee            | Alteintragung (Aktualisierung vorgesehen) - Begründung: geschichtlich, Kulturlandschaft prägend - Schutzumfang: gesamtes Objekt - Denkmaltyp: Gründenkmal | BW              |
| 11040 Wikidata | An der Kirche (53° 55′ 13″ N, 9° 52′ 56″ O)   | Kirchhof               | Kirchhof; Nutzung vom 14. Jahrhundert bis 1854; mit Grabmalen bis 1870, Lindenkranz und Granitböschungsmauer - Begründung: geschichtlich, Kulturlandschaft prägend - Schutzumfang: Kirchhof, Grabmale bis 1870, Lindenkranz, Granitböschungsmauer - Denkmaltyp: Gründenkmal, Sachgesamtheit: Kirche St. Maria Magdalena | Fotos hochladen |
| 44711          | Bleeck (53° 55′ 6″ N, 9° 52′ 55″ O)           | Doppeleiche            | Doppeleiche; 1898, schleswig-holsteinische Doppeleiche (Schleswig-Holsteinische Erhebung) - Begründung: geschichtlich, städtebaulich, Kulturlandschaft prägend - Schutzumfang: gesamtes Objekt - Denkmaltyp: Gründenkmal                                                                                                | Fotos hochladen |
| 27009          | Wiesensteig (53° 55′ 15″ N, 9° 52′ 24″ O)     | Lindenallee            | Lindenallee; um 1900; westlich des Stadtzentrums verlaufender Fußweg Richtung Norden, nach Brücke über die Bramau weiter Richtung Nordwesten bis zum sog. Herrenholz - Begründung: geschichtlich, Kulturlandschaft prägend - Schutzumfang: gesamtes Objekt - Denkmaltyp: Gründenkmal                                    | BW              |

## Nicht mehr erhaltene ehemalige Kulturdenkmale
| Objekt-ID | Lage                                    | Offizielle Bezeichnung       | Beschreibung                                                                  | Bild            |
| --------- | --------------------------------------- | ---------------------------- | ----------------------------------------------------------------------------- | --------------- |
|           | Landweg 16 (53° 55′ 17″ N, 9° 53′ 4″ O) | Wohn- und Wirtschaftsgebäude | Ältestes Wohnhaus der Stadt, am 24. August 2012 nach Brandstiftung abgebrannt | Fotos hochladen |

## Ehemalige Kulturdenkmale
| Objekt-ID      | Lage                                        | Offizielle Bezeichnung  | Beschreibung | Bild |
| -------------- | ------------------------------------------- | ----------------------- | --- | ---- |
| 11061 Wikidata | Maienbeeck 31 (53° 55′ 19″ N, 9° 52′ 39″ O) | Wohn- und Geschäftshaus | Wohn- und Geschäftshaus; um 1880; zweigeschossiger, traufständiger Putzbau mit asymmetrischem, straßenseitig steil ansteigendem Walmdach, im Erdgeschoss Laden mit fünfachsigem Fenster | BW   |